# Louis Appia

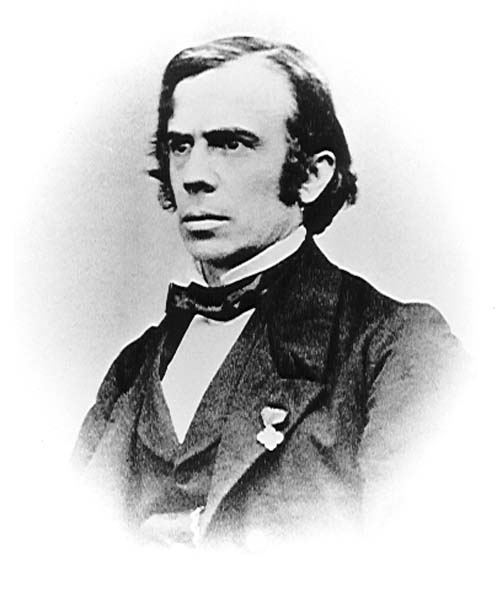
Louis Appia

Louis Paul Amédée Appia (* 13. Oktober 1818 in Hanau; † 1. März 1898 in Genf) war ein schweizerischer Chirurg. Er erwarb sich insbesondere Verdienste in der Militärmedizin. Im Jahr 1863 wurde er in Genf Mitglied im „Komitee der fünf“, aus dem später das Internationale Komitee vom Roten Kreuz (IKRK) hervorging. 1869 traf er in der Schweiz Clara Barton und machte sie auf die Genfer Konvention und die Tätigkeit des Internationalen Komitees aufmerksam. Diese Begegnung war für Clara Barton damit der Anstoß für ihren Einsatz zur Gründung des Amerikanischen Roten Kreuzes.

## Leben

### Studium und Tätigkeit als Feldchirurg
Louis Appia wurde am 13. Oktober 1818 in Hanau geboren und wuchs in einem evangelischen Pfarrhaus auf. Seine Eltern Paul Joseph Appia (1782–1849) und seine Frau Caroline Develey (1786–1867), stammten ursprünglich aus dem Piemont. Sein Vater, der in Genf studiert hatte, war ab 1811 Pfarrer an der Wallonisch-Niederländischen Kirche in Hanau. Louis war das dritte von sechs Kindern. Getauft wurde er auf den Namen Louis Paul Amédée Appia. Er besuchte das Gymnasium in Frankfurt und erlangte im Alter von 18 Jahren in Genf die Hochschulreife. 1838 begann er in Heidelberg ein Medizinstudium und schloss es 1843 mit der Promotion ab. Anschließend kehrte er nach Frankfurt zurück.
Im Jahr 1847 reiste er in die Schweiz, um sich während des Sonderbundskrieges und der bereits in dessen Vorfeld angespannten Situation um seine Großeltern in Genf zu kümmern. Von Genf aus führte ihn sein Weg weiter nach Paris. Dort und in Frankfurt half er ein Jahr später, Verwundete bei den Auseinandersetzungen der Februarrevolution in Frankreich und der Märzrevolution in Deutschland zu versorgen. Da neben der Medizin auch militärische Gepflogenheiten und Traditionen eine große Faszination auf ihn ausübten, galt sein spezielles Interesse fortan der Militärmedizin und der Verbesserung der Versorgung von Kriegsopfern. Nach dem Tod seines Vaters kam er mit seiner Mutter im Jahr 1849 nach Genf und praktizierte hier als Chirurg. Im Rahmen seiner weiteren Beschäftigung mit militärmedizinischen Fragestellungen entwickelte er unter anderem ein Gerät zur Ruhigstellung eines gebrochenen Arms oder Beines während des Transports eines Verwundeten. Darüber hinaus verfasste er eine Abhandlung über die chirurgische Versorgung von Kriegsverletzungen. 1853 heiratete er Anna Caroline Lassere (1834–1886) und hatte mit ihr zwei Söhne und zwei Töchter. Sein Sohn Adolphe Appia wurde später als Architekt und Bühnenbildner bekannt.
Sein Bruder George (geb. 1815), der als Pastor in Pinerolo tätig war, machte ihn 1859 in mehreren Briefen auf die Situation der Opfer des Sardinischen Krieges aufmerksam. Ab Juli desselben Jahres arbeitete Louis Appia deshalb in Feldlazaretten in Turin, Mailand, Brescia und Desenzano del Garda. Er verteilte Kopien seiner Abhandlung an italienische und französische Ärzte, organisierte benötigtes Material und warb insbesondere in Briefen an seine Genfer Freunde um Spenden, um den Verwundeten zu helfen. Am Sankt-Philipp-Krankenhaus in Mailand wurde seine Erfindung bei einem längeren Transport eines verwundeten Leutnants erstmals erfolgreich getestet.
Anfang August kehrte er nach Genf zurück. Hier vervollständigte und ergänzte er seine Abhandlung mit Unterstützung seines Freundes Théodore Maunoir und veröffentlichte sie noch im selben Jahr als Buch mit dem Titel Le chirurgien à l’ambulance ou quelques études pratiquées sur les plaies par armes à feu („Der Feldchirurg oder einige praktische Studien über Schußverletzungen“). Für seine medizinischen Verdienste wurde ihm im Januar 1860 ebenso wie Henry Dunant von Viktor Emanuel II., König von Sardinien und Herzog von Savoyen, der Orden des Heiligen Mauritius und Lazarus verliehen, später die zweithöchste Auszeichnung des Königreichs Italien. Im November des gleichen Jahres erwarb er das Genfer Bürgerrecht und wurde ein Jahr später Vorsitzender der Genfer Medizinischen Gesellschaft.

### Einsatz für das IKRK

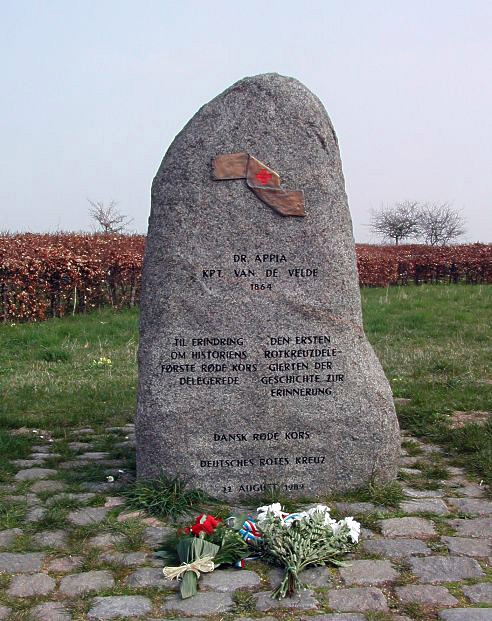
Gedenkstein am Historiecenter Dybbøl Banke an den Düppeler Schanzen zur Erinnerung an Louis Appia und Charles van de Velde

1863 wurde er gebeten, im „Komitee der fünf“ die Ideen Henry Dunants zur Gründung freiwilliger Hilfsgesellschaften für Kriegsverletzte zu prüfen und an deren Verwirklichung mitzuwirken. Damit war er eines der fünf Gründungsmitglieder des im selben Jahr gegründeten Internationalen Komitees der Hilfsgesellschaften für die Verwundetenpflege, das 1876 in Internationales Komitee vom Roten Kreuz (IKRK) umbenannt wurde. Dazu gehörten weiterhin der Rechtsanwalt Gustave Moynier, der General Guillaume-Henri Dufour und der Arzt Théodore Maunoir. Auf der internationalen Konferenz in Genf im Oktober 1863 schlug Appia zusammen mit dem preußischen Delegierten Gottfried Friedrich Franz Loeffler vor, dass alle freiwilligen Helfer auf den Schlachtfeldern weiße Armbinden als Kennzeichnung tragen sollen. General Guillaume-Henri Dufour, wie Appia Gründungsmitglied des Komitees, ergänzte später diesen Vorschlag um ein Rotes Kreuz auf der Binde. So wurde das Rote Kreuz auf weißem Grund, die Umkehrung der Schweizer Flagge, zum Symbol des Komitees.
Während des Deutsch-Dänischen Krieges, bei der Erstürmung der Düppeler Schanzen am 18. April 1864, waren Appia und der holländische Hauptmann Charles van de Velde die ersten Delegierten in der Geschichte, die während einer Schlacht mit solchen Armbinden als neutrale Beobachter die Kämpfe und Hilfeleistungen überwachten. Sie waren dazu vom Internationalen Komitee ausgewählt worden, das auf diese Weise erstmals seine auf den Resolutionen der Internationalen Konferenz in Genf vom 26. bis zum 29. Oktober 1863 basierenden Möglichkeiten wahrnahm. Zusätzlich erhielten Appia und van de Velde ein Mandat der erst am 17. März 1864 kurzfristig gegründeten Genfer Rotkreuz-Vereinigung. Diese übernahm als Vorläufer des einige Jahre später gegründeten Schweizerischen Roten Kreuzes die Rolle einer nationalen Hilfsgesellschaft. Aufgrund der zusätzlichen Ermächtigung durch die nationale Gesellschaft eines neutralen Landes war es beiden Delegierten möglich, über die für Delegierte des Internationalen Komitees legitimierten Aufgaben des Beobachtens und Berichtens hinaus auch humanitäre Hilfe für die jeweilige Konfliktpartei zu leisten und zu organisieren. Während Appia auf der preußischen Seite im Einsatz war, wurde Van de Velde zu den dänischen Truppen geschickt. Appia berichtete später über seinen Einsatz unter anderem:

„… Als ich ihm [dem preußischen Kommandanten] meinen Auftrag nennen wollte, unterbrach er mich sogleich. ‚Das Zeichen, das Sie tragen, ist eine ausreichende Empfehlung, wir wissen, was es bedeutet. Sie sind hier für das öffentliche Wohl, hier haben Sie einen Requisitionsschein, wählen Sie im Wagenpark, was Ihnen zusagt.‘ …“

Zwei Jahre später, im Juni 1866, engagierte er sich auf Ersuchen seines Bruders erneut im Rahmen der italienischen Befreiungskriege. Zusammen mit zwei weiteren Freiwilligen nannten sie sich Squadriglia dei Soccoriti voluntari delle Valli („Korps der Freiwilligen aus den Tälern“) und versorgten Verwundete in einem Behelfslazarett in Storo, einer Kleinstadt in Italien. Im Jahr 1867 wurde er nach dem Ausscheiden Henry Dunants aus dem Internationalen Komitee dessen Sekretär und hatte dieses Amt bis 1870 inne. Aufgrund der umfassenden Tätigkeit des Präsidenten Gustave Moynier bedeutete diese Position für ihn jedoch weder Belastung noch Einfluss in nennenswertem Umfang. Das Komitee traf sich seit dieser Zeit ca. drei- bis viermal pro Monat in seinem Haus. Im August 1869 begegnete er Clara Barton, die zu diesem Zeitpunkt wegen eines längeren Kuraufenthalts in der Schweiz war. Beeindruckt von ihrem Einsatz während des Amerikanischen Bürgerkrieges fragte er sie, warum die Vereinigten Staaten sich bisher geweigert hatten, die Genfer Konvention zu unterzeichnen. Für Clara Barton, die bisher noch nichts von den Ideen Henry Dunants gehört hatte, war dies der Anstoß, sich nach ihrer Rückkehr in die USA im Jahr 1873 aktiv für die Gründung einer nationalen Rotkreuz-Gesellschaft und den Beitritt der USA zur Genfer Konvention einzusetzen.
Während des Deutsch-Französischen Krieges von 1870 bis 1871 war Appia erneut als Delegierter des Internationalen Komitees im Einsatz. Im Oktober 1872 half er vor Ort in Ägypten bei der Gründung der ersten nichteuropäischen nationalen Rotkreuz-Gesellschaft. Er unterstützte darüber hinaus Clara Bartons Idee, die Mission der Rotkreuz-Gesellschaften über die Hilfe für Kriegsverletzte hinaus auch auf Opfer von Naturkatastrophen und Epidemien auszudehnen. In den Folgejahren arbeitete er weiter als Chirurg und setzte seine Studien zur Behandlung von Kriegsverletzungen fort. Auch lernte er in den späteren Jahren seines Lebens noch Sprachen wie Japanisch und Chinesisch, um besser beim Aufbau der in diesen Ländern entstehenden nationalen Gesellschaften helfen zu können. Neben seinem weiterhin ausgeprägten Einsatz für die Verbreitung der Genfer Konvention beschäftigte er sich auch mit Überlegungen zu bürgerlichen Freiheiten und sozialer Gerechtigkeit.

### Tod und Gedenken

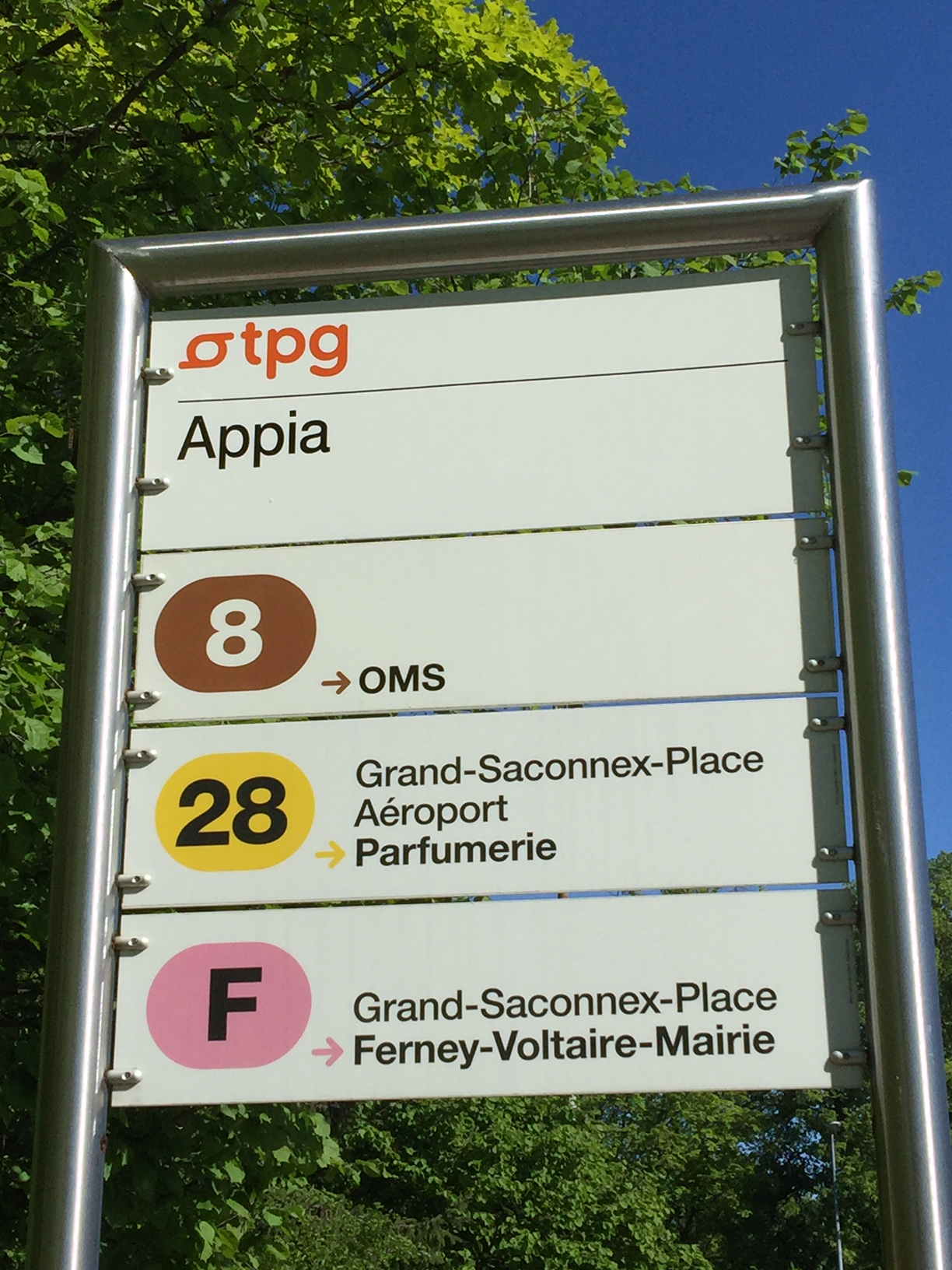
Straße und Bushaltestelle in Genf

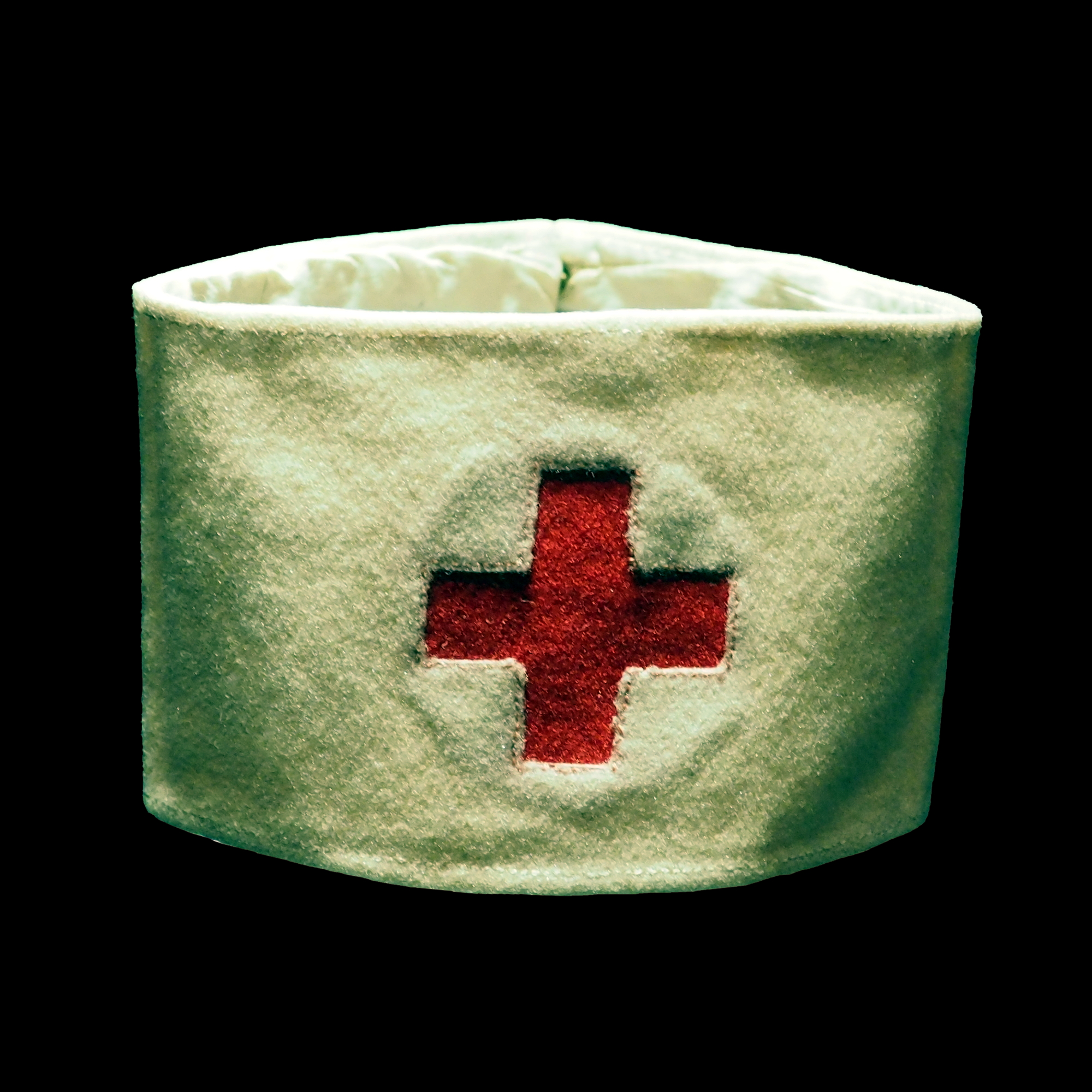
Rotkreuz-Armbinde von Louis Appia

Louis Appia blieb auch in seinen letzten Lebensjahren ein aktives Mitglied des IKRK. So nahm er bis 1892 an den Rotkreuz-Konferenzen teil. Seine Tätigkeit zeichnete sich bis ins hohe Alter vor allem durch viele Reisen zu Kongressen und Konferenzen aus, auf denen er für die Genfer Konvention und die Arbeit des Internationalen Komitees warb. Er trat darüber hinaus in seinen späteren Jahren auch dafür ein, dass die nationalen Rotkreuz-Gesellschaften in Friedenszeiten neben der Hilfe bei Naturkatastrophen und Epidemien auch zur Versorgung von Flüchtlingen tätig sein sollten.
Es ist überliefert, dass er die letzten Wochen seines Lebens größtenteils in seiner Wohnung verbrachte und dabei Besuchern seine Rotkreuz-Armbinde aus dem Jahr 1864 zeigte. Er starb im selben Jahr wie Charles van de Velde, sein Begleiter im Deutsch-Dänischen Krieg. In seinen fast 80 Lebensjahren war er 35 Jahre Mitglied im Internationalen Komitee. Von den nach Dunants Ausschluss verbliebenen Gründungsmitgliedern überlebte ihn nur Gustave Moynier.
Die Avenue Appia in Genf und die Dr.-Appia-Straße in Hanau sowie seit 2014 eine Louis-Appia-Passage in Frankfurt am Main tragen heute seinen Namen. An den Düppeler Schanzen erinnert ein 1989 errichteter Gedenkstein an den Einsatz von Louis Appia und Charles van de Velde. Die von Appia dort getragene Rotkreuz-Armbinde ist heute ein Ausstellungsstück des Internationalen Rotkreuz- und Rothalbmondmuseums in Genf.

## Werke (Auswahl)
- Le chirurgien à l’ambulance ou quelques études pratiques sur les plaies par armes à feu. Suivi de lettres à un collègue sur les blessés de Palestro, Magenta, Marignan et Solférino. Paris 1859
- Les Blessés dans le Schleswig pendant la guerre de 1864: rapport présenté au comité international de Genève. Genf 1864 (deutsch: Die Verwundeten von Schleswig im Krieg von 1864. München 2018)
- La guerre et la charité. Traité théorique et pratique de philanthropie appliquée aux armées en campagne. Genf 1867 (zusammen mit Gustave Moynier)
- La solidarité dans le mal et la justice divine. Paris 1890